# 東榎町
東榎町（日语：／ Higashi-enokichō */?）是東京都新宿區的町名。未實施住居表示。2013年8月1日為止的人口有271人。油遞區號為162-0807。

## 地理
位於新宿區東北部。北部與西部、西南部接榎町，東臨天神町，東南連矢來町。町域内を南北向早稻田通貫穿本町。町域內是住宅與高層建築混合區，多印刷、裝訂相關企業。

## 歷史
最初為濟松寺領。1872年（明治5年）成立牛込東榎町。

### 地名由來
位於榎町東側而得名。

## 交通
町域內沒有鐵路車站，可利用東京地下鐵東西線神樂坂站。

## 設施
- 新宿區立榎町公園

## 備註
1. ↑  『角川日本地名大辞典 13　東京都』、角川書店、1991年再版、P878
2. ↑  .   [2013-08-10]. （原始内容存档于2014-08-19）.

## 外部連結
- 新宿區役所 （页面存档备份，存于）